# چارلز وره فررس تاونشند
چارلز وره فررس تاونشند (انگلیسی: Charles Townshend; ۲۱ فوریهٔ ۱۸۶۱ – ۱۸ مهٔ ۱۹۲۴) فرد نظامی اهل پادشاهی متحد بریتانیای کبیر و ایرلند بود. وی همچنین برندهٔ جوایزی همچون نشان حمام شده‌است.